# Epiphragma enixoides
Epiphragma enixoides är en tvåvingeart som beskrevs av Alexander 1962. Epiphragma enixoides ingår i släktet Epiphragma och familjen småharkrankar.
Artens utbredningsområde är Bolivia. Inga underarter finns listade i Catalogue of Life.